# 国道19号

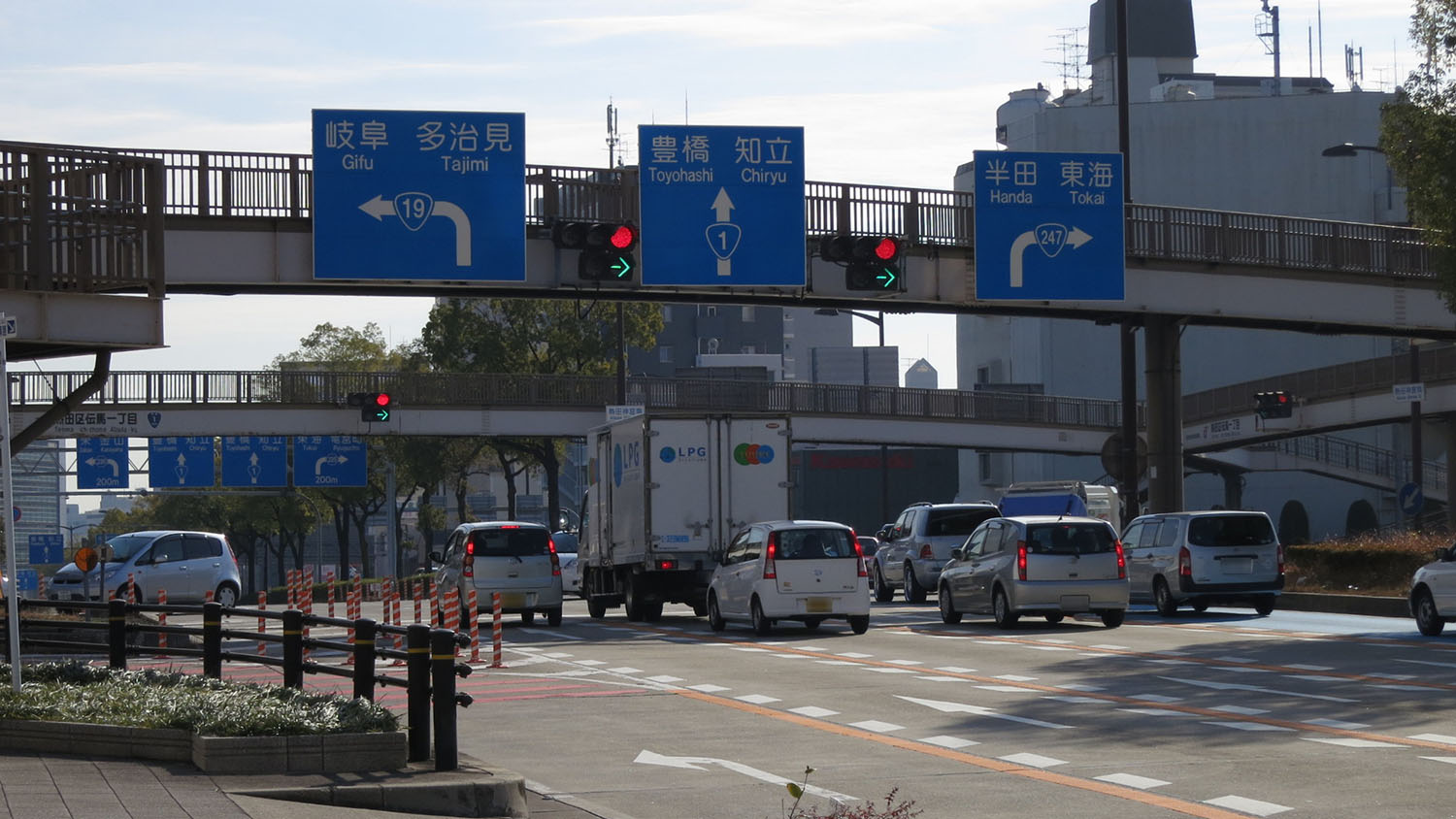
国道19号 (国道22号)起点
愛知県名古屋市熱田区
熱田神宮南交差点

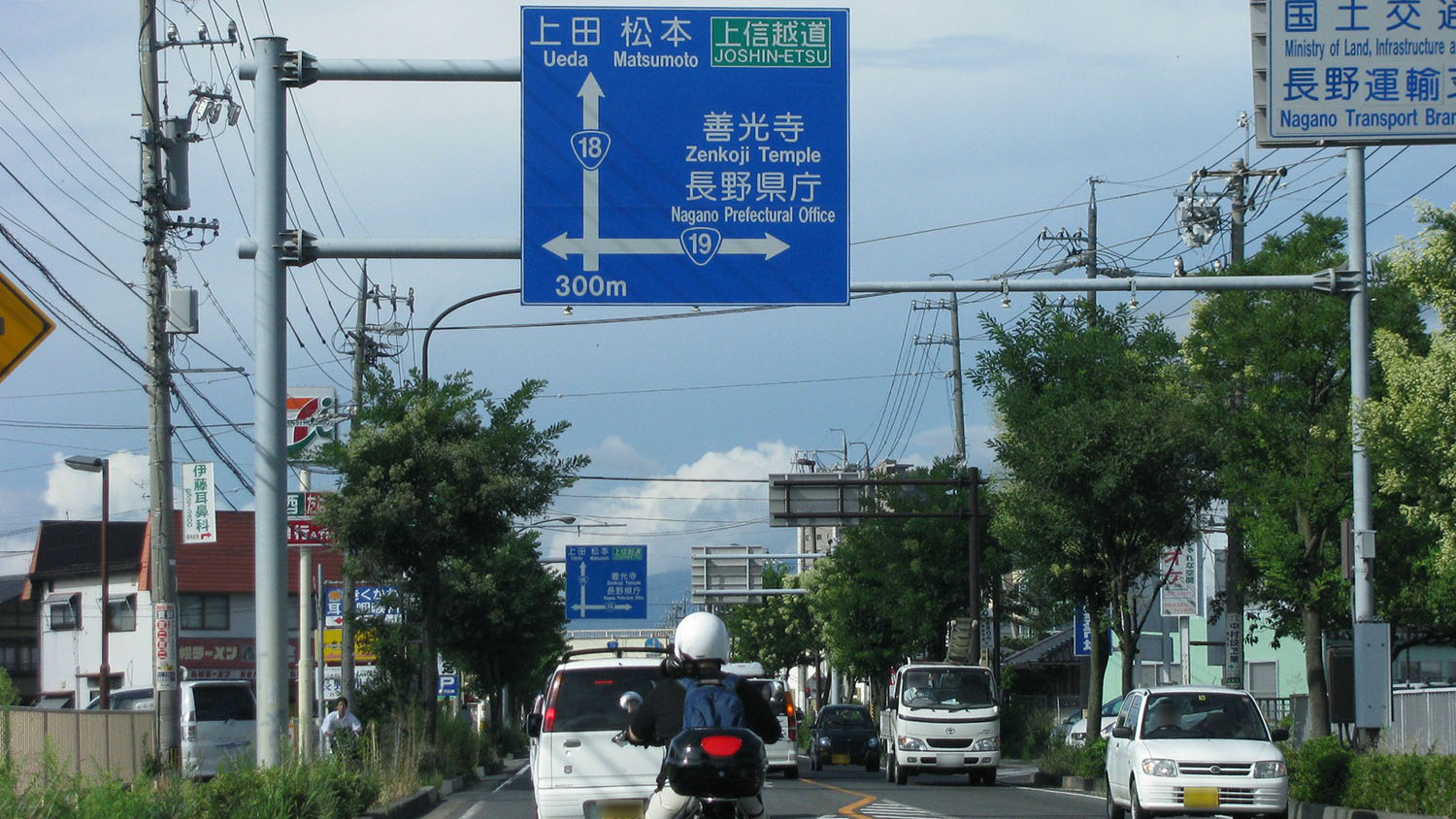
国道19号終点
長野県長野市
西尾張部交差点

国道19号（こくどう19ごう）は、愛知県名古屋市熱田区から岐阜県東濃地方、長野県木曽地方、塩尻市、松本市を経由し、長野市に至る一般国道である。

## 概要
岐阜県恵那市から長野県塩尻市にかけて、旧中山道に相当する。高速道路では愛知県 - 岐阜県中津川市にかけて中央自動車道と、長野県内では塩尻市 - 安曇野市で長野自動車道と、鉄道では名古屋市 - 長野県塩尻市にかけて中央本線と、塩尻市 - 安曇野市で篠ノ井線と並走する。

### 路線データ
一般国道の路線を指定する政令に基づく起終点および重要な経過地は次のとおり。
- 起点：名古屋市（熱田区、熱田神宮南交差点 = 国道1号交点、国道22号・国道247号起点）
- 終点：長野市（西尾張部交差点 = 国道18号交点）
- 重要な経過地：春日井市、多治見市、土岐市（泉寺田町）、瑞浪市、恵那市、中津川市、長野県木曽郡山口村[注釈 2]、同郡南木曽町、同郡木曽福島町[注釈 3]、同郡日義村[注釈 3]、塩尻市、松本市、同県東筑摩郡明科町[注釈 4]、同県上水内郡信州新町[注釈 5]
- 総延長 : 272.7 km（長野県 176.6 km、岐阜県 64.2 km、愛知県 18.5 km、名古屋市 13.2 km）[2][注釈 6]
- 重用延長 : なし[2][注釈 6]
- 実延長 : 272.7 km（長野県 176.6 km、岐阜県 64.2 km、愛知県 18.5 km、名古屋市 13.2 km）[2][注釈 6]
  - 現道 : 265.8 km（長野県 169.8 km、岐阜県 64.2 km、愛知県 18.5 km、名古屋市 13.2 km）[2][注釈 6]
  - 旧道 : なし[2][注釈 6]
  - 新道 : 6.9 km（長野県 6.9 km、岐阜県 - km、愛知県 - km、名古屋市 - km）[2][注釈 6]
- 指定区間：名古屋市熱田区神宮2丁目1119番 - 長野市大字西尾張部字若宮北244番4（全線）[3]

## 歴史
国道19号に相当する街道は、塩尻市 - 恵那市は中山道、恵那市 - 名古屋市は下街道ということになるが、1952年（昭和27年）以前に国道だったのは中山道の区間のみである。北国西街道そのものは現在の国道403号に相当する街道であるが、この街道を踏襲した府県道長野飯田線が、その後、現在の犀川沿いに路線が変更され、国道19号へと受け継がれている。

### 年表
- 1885年（明治18年）の内務省告示第6号「國道表」では、中山道が国道7号「東京より神戸港に達する別路線」（現17号、18号、142号、20号、19号、21号、8号、1号経由）に指定された。このうち、現国道19号に相当するのは塩尻 - 土岐間である。また、名古屋側の一部が国道10号「東京より名古屋鎮台に達する路線」（現1号経由、名古屋市熱田区で分岐して名古屋まで）となっていた。
- 1920年（大正9年）施行の旧道路法に基づく路線認定では、旧7号がほぼそのまま国道14号「東京市より京都府庁所在地に達する路線」となった。
- 1934年（昭和9年） - 甲府までだった国道8号が延長されて「東京市より京都府庁所在地に達する路線（甲）」となり、国道14号だった下諏訪 - 京都は国道8号の方が上位路線となった。この間塩尻市から長野市間は府県道長野福島線（長野市から東筑摩郡広丘村は府県道長野飯田線と重複、東筑摩郡宗賀村から西筑摩郡福島町までは国道14号と重複）に指定されており、その後1923年（大正11年）に長野飯田線の路線の変更にともない長野福島線も現在のルートに変更された。
- 1952年（昭和27年）12月4日 - 新道路法に基づく路線指定で、名古屋 - 土岐、塩尻 - 長野を含めて一級国道19号（愛知県名古屋市 - 長野県長野市）として指定された。
- 1965年（昭和40年）4月1日 - 道路法改正によって一級・二級の別がなくなり一般国道19号となった。

## 路線状況

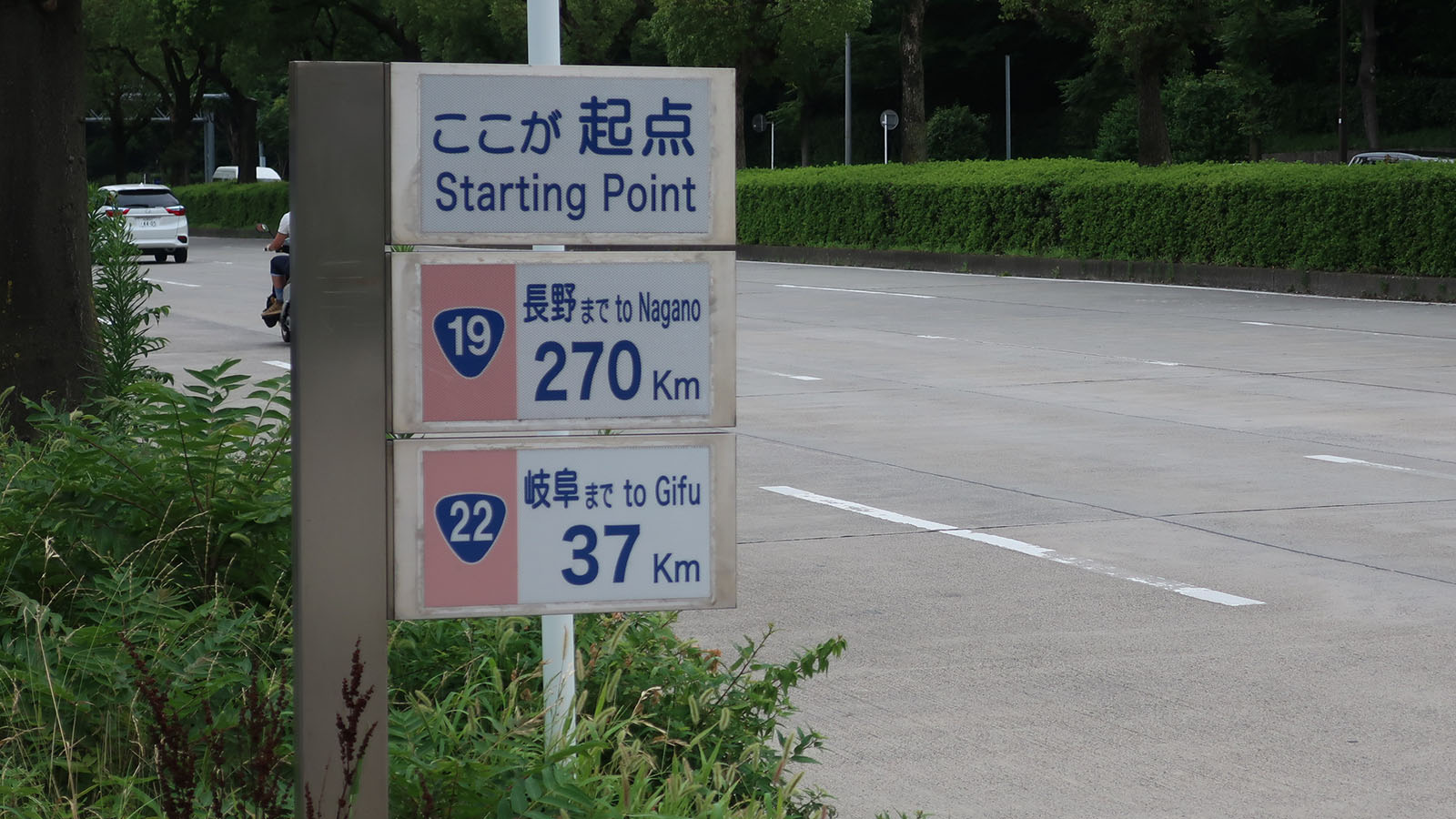
国道19号・国道22号
起点ポスト
愛知県名古屋市熱田区
熱田神宮南交差点

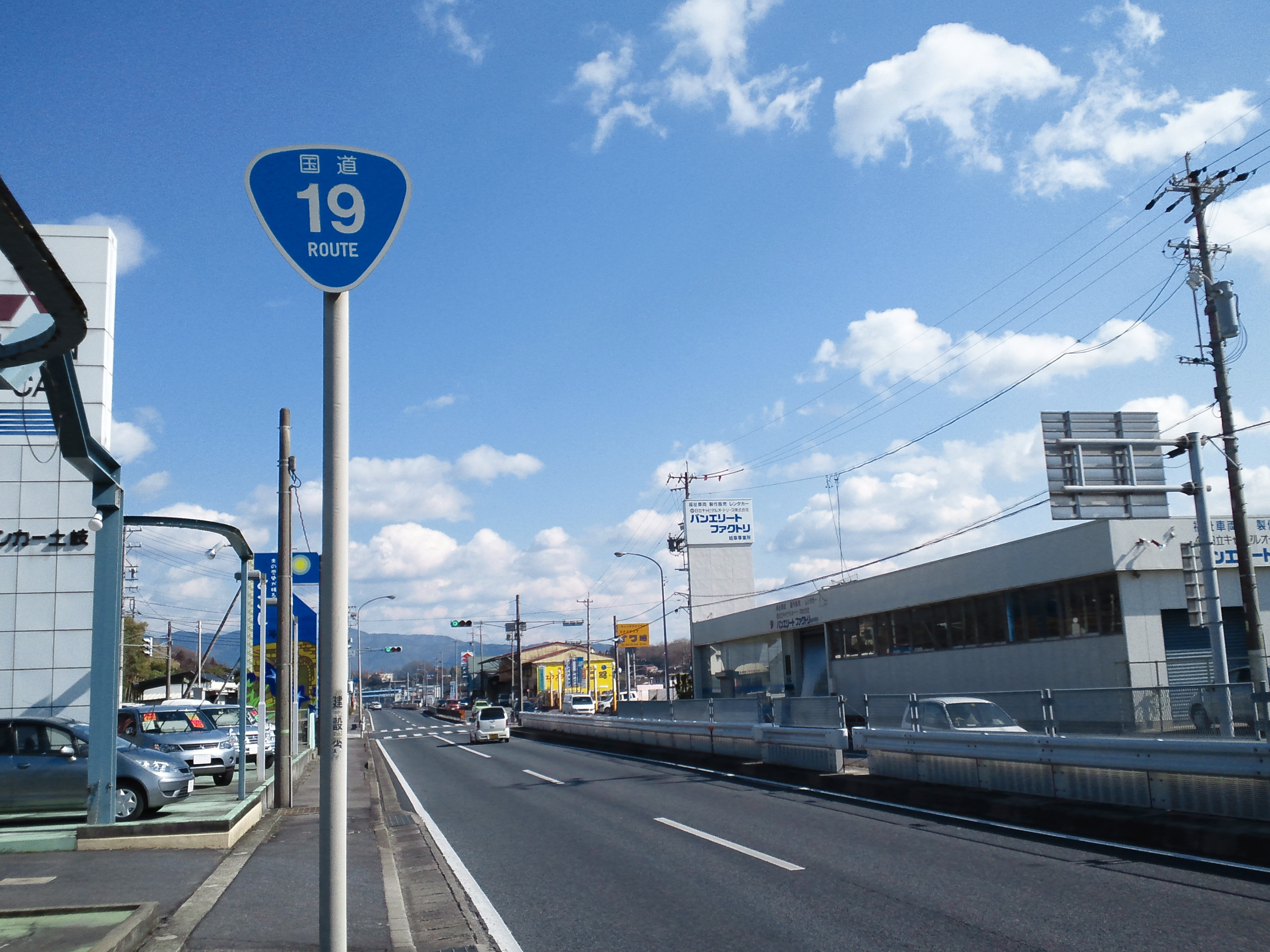
土岐市泉町河合の
国道19号土岐バイパス

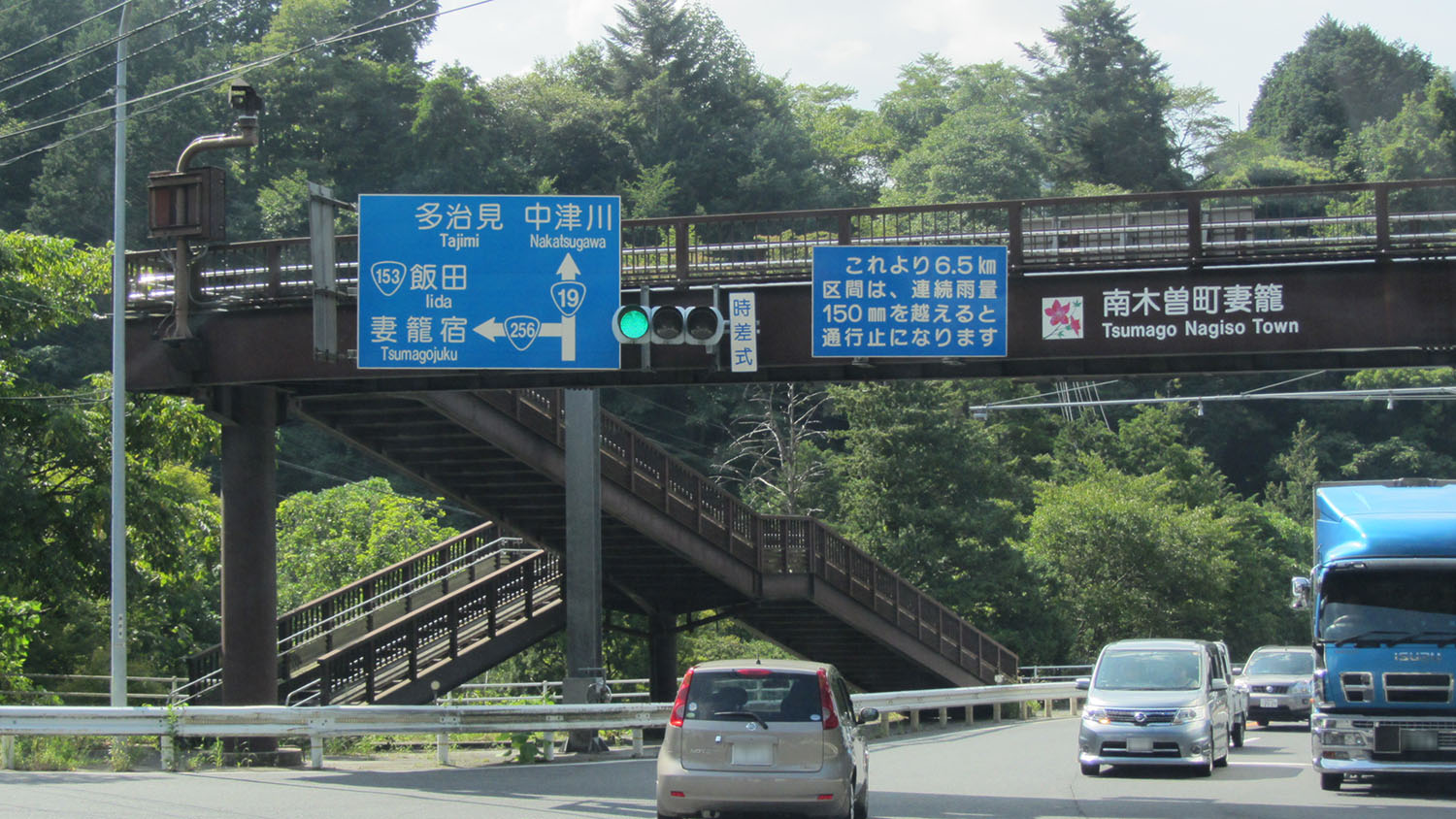
長野県木曽郡南木曽町
飯田方面への国道256号への分岐

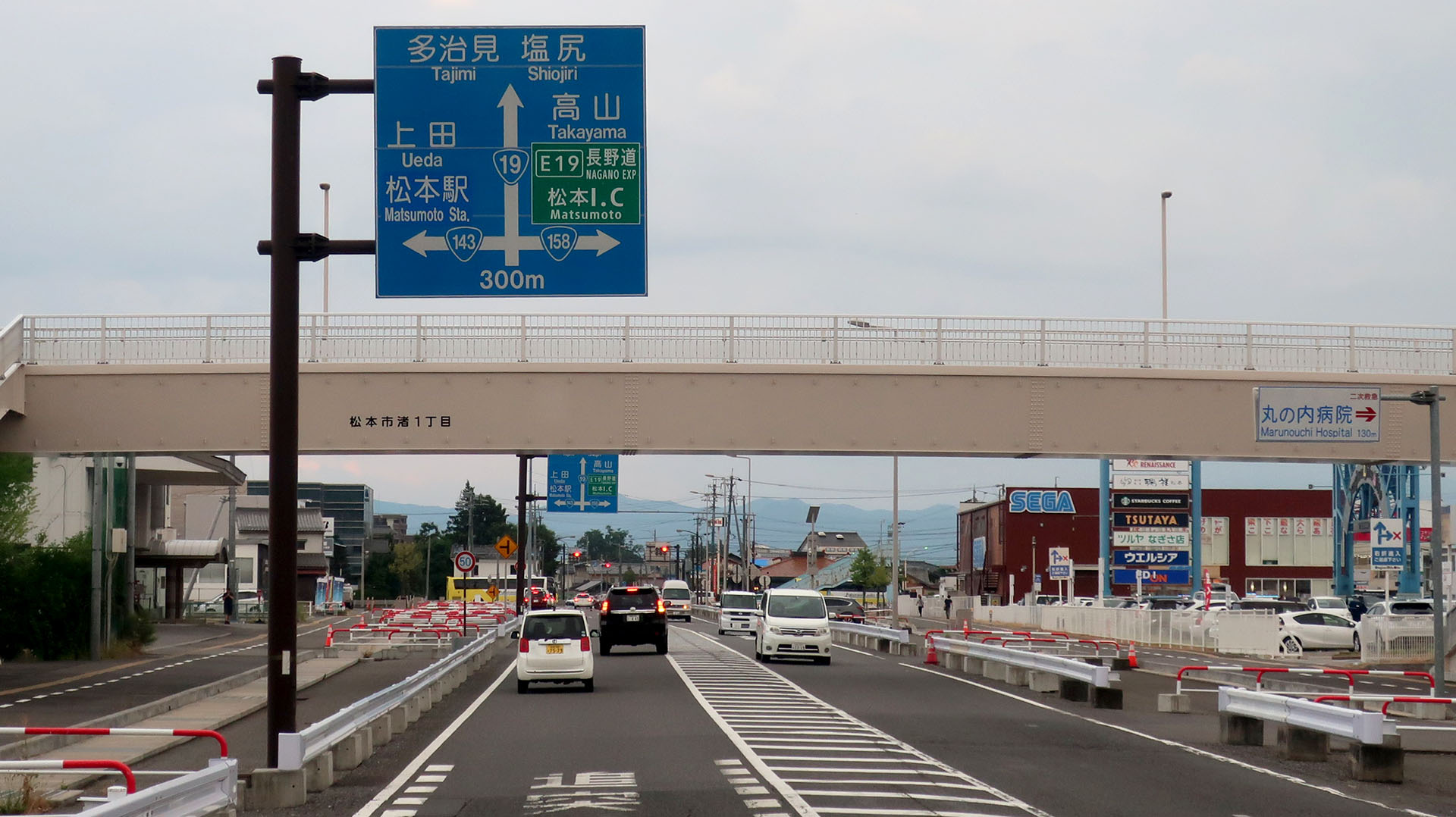
長野県松本市　渚一丁目付近
国道158号と、国道143号との交差

- 愛知県区間

起点の熱田神宮南交差点には「長野まで270km、岐阜まで37km」を示す標識がある（画像参照）。春日井市まで、大型車の交通量が多い交通需要に応えるためにコンクリート舗装となっている区間が多々ある。長野方面では、向かって右側に熱田神宮をのぞみながら堀川の左岸・熱田台地を北上する。この区間は伏見通と呼ばれ、丸の内の日銀前交差点までは片側5車線が確保されている。伏見通では19号の距離標「多治見 ○○km, 春日井 ××km」と共に、22号の距離標「岐阜 ○○km, 一宮 ××km」が併置されている。なお名古屋市内の19号上りでは一貫して「豊橋 ○○km, 四日市 ××km」と案内されている。また、起点から金山の新尾頭交差点まで地下を名城線が走っている。金山総合駅から西に100 mほどの金山新橋で、南から東海道本線・名鉄名古屋本線・中央本線をまたぐ。山王通と交差する古渡町交差点で名古屋高速都心環状線をアンダーパスする。大須通と交差する西大須交差点から日銀前交差点にかけて、地下を鶴舞線が走る。若宮大通と交差する若宮南 - 北交差点間で名古屋高速東山線をアンダーパスする。日銀前交差点を右折し国道22号を分けて、国道153号起点の小川交差点までの区間は桜通と呼ばれ、地下を走る桜通線と共に名古屋の都心部を東西に走る。なお、桜通は片側4車線は確保されている。久屋大通との交差点で久屋大通の地下を通る名城線、名鉄瀬戸線と交差する。国道41号の起点である高岳交差点で名古屋高速都心環状線をアンダーパスし、350 mほど東に進むと小川交差点である。小川交差点で東に桜通、南に国道153号を分ける。小川交差点から北では、進路を北東に変え、国道155号と交わる春日井インター東交差点過ぎまで、信号が多いものの、片側3車線以上の道路である。大曽根で名鉄瀬戸線のガードを潜り、天神橋で矢田川を超え、勝川橋で庄内川を超えると春日井市に入り、勝川で城北線、環状2号線（名二環勝川IC、国道302号）をアンダーパスする。春日井高校前・瑞穂通1丁目交差点付近の地下を木曽川犬山取水場 - 鍋屋上野浄水場を結ぶ名古屋水道の導水管が交差している。国道155号を超え、内津川の流域に入ると沿道の建物が減り、多治見市街までは円滑に流れる。この区間で19号は内津川をはさんで高蔵寺ニュータウンのすぐ西を通っている。なお、中央本線は高蔵寺ニュータウンの東を通っており、内津峠を通らず、庄内川・土岐川の渓谷を通り多治見に至る。神屋町で「愛知用水幹線水路」を超える（愛知用水は、前後でサイホンとなっており、直接用水と交差はしていない。）。県境の内津峠は標高250 mに満たないが、北山トンネルの西にスノーシェッドが2つ設置されている。
- 岐阜県東濃区間

春日井インター東交差点過ぎから瑞浪バイパス東端・鶴城交差点まで片側2車線。丘陵地ではあるが、愛知県境の内津トンネルを除き、トンネルはない。武並までは土岐川と並行している。
太多線をオーバーパスするあたりから東が多治見の市街地であり、音羽町（国道248号交点）、上野町の各交差点を原因として慢性的に渋滞が発生している。虎渓大橋で土岐川を超え、神明峠を超え、土岐大橋で再び土岐川を超えると土岐市街に入り、土岐川の右岸を走る。土岐バイパスは土岐プレミアム・アウトレットへの道（岐阜県道382号土岐南多治見インター線）と立体交差しており、アウトレット絡みの渋滞はない。大富交差点で岐阜方面からの国道21号と合流する。土岐 - 瑞浪間で北から中央自動車道、19号、中央本線の3路線が100 mの範囲に収まるほど近接する。瑞浪バイパスは旧道より車線は多いものの、南に大回りする形で市街地を迂回している。瑞浪 - 恵那間の1車線区間のほとんどは中央道のすぐ隣を並行している。庄内川流域と木曽川流域の分水嶺である槙ヶ根を超え、恵那市街までくると御嶽山や中央アルプスが眺望できる。恵那市以東の東濃区間は美濃三河高原の影響下にあり、いくつもの川の流域をまたぐ（土岐川 - 阿木川 - 岡瀬川 - 坂本川 - 千旦林川 - 中津川・四ツ目川 - 子野川 - 落合川）ためアップダウンが激しく、分水嶺付近は沿道の店も少ない。中津川IC過ぎで、下呂方面への国道257号を分ける。中津川バイパスは中津川駅から伸びるレジストロ通り（岐阜県道71号中津川停車場線）とは立体交差している。恵那山嶺から流れ出る落合川を超えて中津川バイパス2車線区間が終わると木曽路を抜けて塩尻市高出交差点まで片側1車線になる。落合から先は木曽路であり、木曽川と並行している。2004年までの長野県境（中津川市の落合 - 山口間）を超えるとキロポストの表示が「名古屋（熱田神宮）から○○km」から単に「名古屋から××km」に変わる。賤母大橋で木曽川を超えると長野県に入る。
- 長野県木曽区間

中津川市から塩尻市の間は制限速度が50 km/hであるが、平均速度が55 km/hを超えることもあるため俗に「木曽高速」と呼ばれる。中央道利用時との所要時間が30 - 40分程度しか変わらないこと、恵那山トンネルが割増料金（ただし、2014年（平成26年）4月1日から当面10年間、ETC車に限り一般区間と同等の料金に値下げされている）で危険物積載車両通行禁止でもあること、中津川ICから19号長野方面へ直接出られること、適当な休憩場所として、道の駅が7つ整備されていることなどが理由である。特に夜間に多いトラックによる騒音や振動だけでなく、前車へのあおりや追突、対向車との正面衝突、違法競走型暴走族などの危険な運転（特に登坂車線区間）があり、その結果、高い死亡率・長時間の通行止めが起きている。対策として、関係機関によって結成された「木曽かめクラブ」の運動、信号待ち等で停止する場合に後続車両の追突防止のためにハザードランプを点滅させることの徹底、また、中央自動車道の利用促進がある。また、ほぼ全区間で一定以上の雨量で通行止めとなるため、沿線住民は常に陸の孤島となる危険と隣り合わせである。南木曽町・吾妻橋交差点で妻籠宿・飯田方面への国道256号を分け、木曽町・木祖村の境である山吹トンネルの南・神谷入口交差点で伊那方面への国道361号を分ける。鳥居峠を貫く新鳥居トンネルが国道19号で最も標高の高い場所（約995 m）であり、太平洋側（木曽川流域）・日本海側（信濃川流域）の分水嶺である。なお鳥居峠は平安時代までは美濃と信濃の国境だった。塩尻市に入った後、洗馬までは奈良井川と並行している。松本盆地に入ると葡萄農園が目立つようになる。篠ノ井線をオーバーパスすると沿道の店が増えてくる。高出交差点で名古屋市東区の小川交差点で分かれた国道153号、日本橋からのびる国道20号にぶつかる。
木曽地域では、災害防止・沿線環境の改善のため、桟（かけはし）改良（2014年3月29日開通）および桜沢改良（2007年度より）によるバイパス整備に着手している。
木曽区間におけるトンネル内AMラジオ再送信はNHK長野第1（木曽福島局および大桑局）と一部でCBCラジオ1053kHzとNHK第2のみで、中継局のないSBCは再送信されていない。
- 長野県塩尻以北

長野県区間は塩尻北IC付近、長野南バイパス、長野市中心街を除くと片側1車線である。高出交差点以北は松本まで概ね田川と、田川と奈良井川が合流した後、安曇野市境付近までは奈良井川と、奈良井川と梓川が合流した後、長野市街までは犀川と、それぞれ並行している。高出交差点から松本市内にかけては慢性的な渋滞が起きている。迂回路として長野自動車道の利用、または松塩広域農道から長野県道48号松本環状高家線の利用がある。松本市・渚3丁目交差点の南200 mほど (松本警察署付近)でアルピコ交通上高地線のガードを潜る。渚1丁目交差点で上高地方面への国道158号と、松本市街地への国道143号を分け、平瀬口交差点で上田方面への国道254号、安曇野市穂高・大町・白馬・糸魚川方面への国道147号を分ける。宮渕交差点から安曇野市明科にかけての区間は東は山地、西は平地となっている。明科の木戸交差点を曲がり、篠ノ井線・長野道に並行する国道403号を分けると、長野盆地まで続く犀川の渓谷へと入り車と人家が少なくなる。犀川沿いの区間は、事前通行規制区間に指定されている区間が長く、また基準雨量も低いため、たびたび通行規制が行われる。2021年3月21日からは地滑りの前兆と見られる路面沈下が起きており、長期間にわたって通行止めが実施されている。長野市笹平で白馬方面からのオリンピック道路（長野県道31号長野大町線）と合流する。小松原トンネル西交差点でバイパスと長野市中心街への分岐になる。「非バイパス」は、犀川をわたり、犀川左岸を通る。安茂里から長野駅付近まで信越本線・北陸新幹線と並行している。長野駅から南西に500 mほどの中御所交差点から県庁前交差点にかけての南北に伸びる区間は県庁通りと呼ばれ、片側2車線である。県庁前交差点から終点・西尾張部交差点にかけての東西に伸びる区間は昭和通りと呼ばれ、片側2車線である。善光寺表参道である中央通りと交差する新田町交差点はスクランブル化されている。市役所前駅交差点で地下を走る長野電鉄長野線と交差する。市役所前 - 消防局前交差点間でしなの鉄道北しなの線・北陸新幹線をアンダーパスする。終点の西尾張部交差点で国道18号にぶつかる。長野南バイパスは、小松原トンネルを超えた後、犀川の右岸を東西に走る。川中島で西から信越本線・北陸新幹線をアンダーパスする。稲里西交差点以東は片側2車線である。終点の大塚南交差点で国道18号にぶつかる。

### 別名

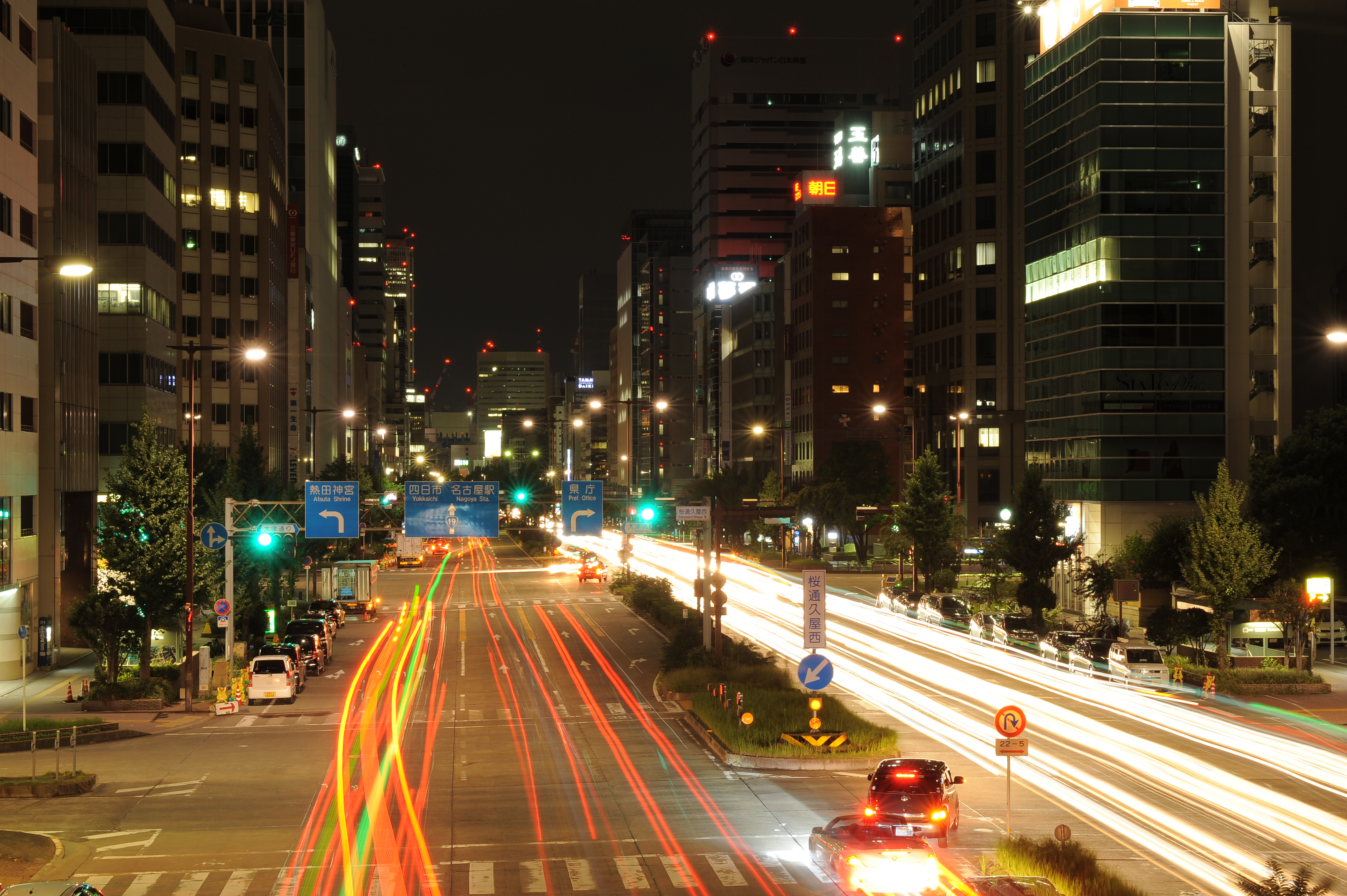
桜通（愛知県名古屋市中区錦）

街道
- 北国西街道
- 大町街道
- 木曽街道
- 中山道
- 下街道
- 善光寺街道

都市部
- 伏見通（愛知県名古屋市熱田区、中区）
- 桜通（愛知県名古屋市中区、東区）
- 葵町線（愛知県名古屋市東区、北区）
- 県庁通り（長野県長野市）
- 昭和通り（長野県長野市）

### バイパス

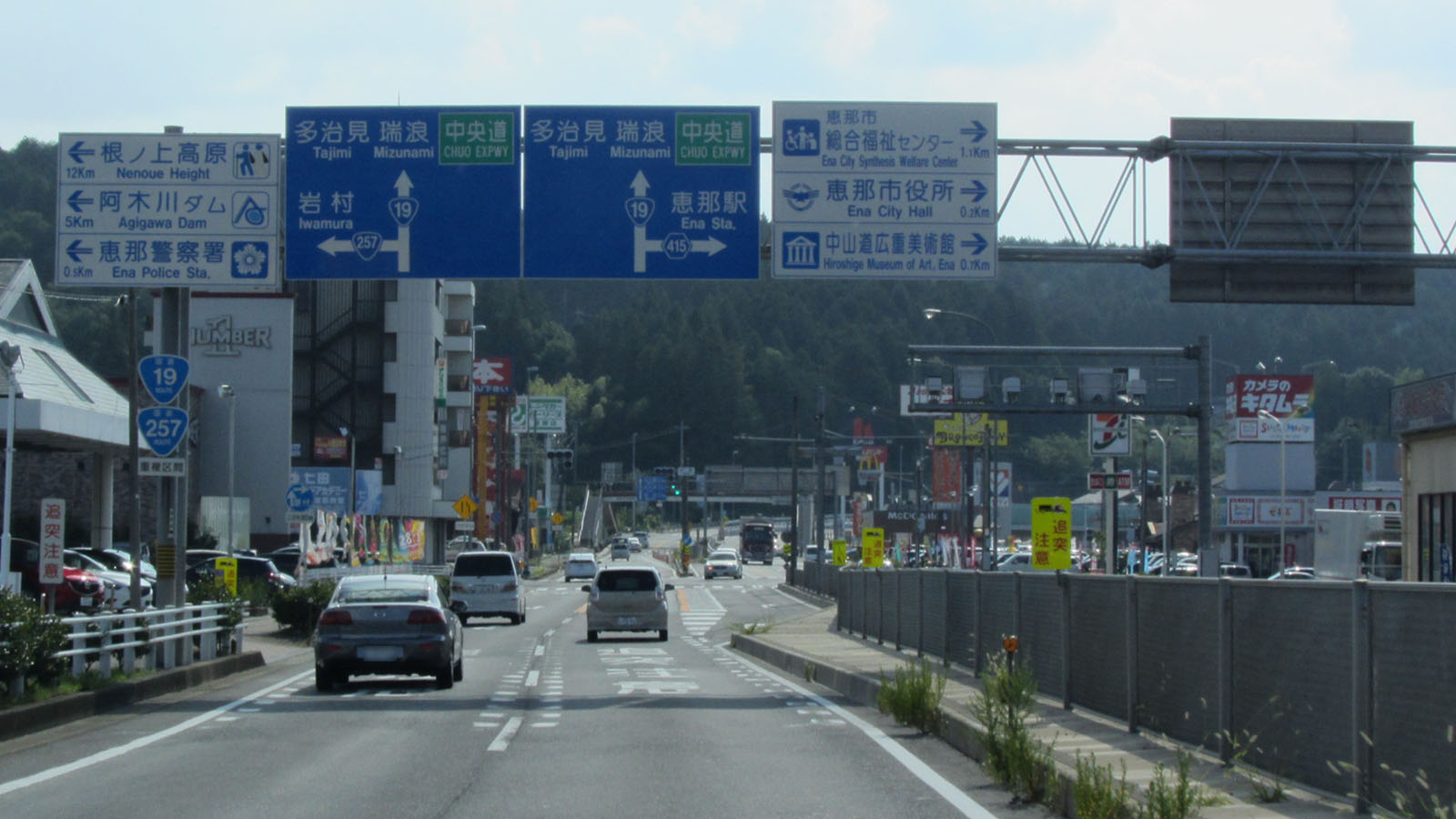
恵那バイパス
（国道257号との重複）
岐阜県恵那市長島町正家

- 春日井バイパス
- 内津バイパス
- 多治見バイパス
- 土岐バイパス
- 瑞浪バイパス
- 瑞浪恵那道路
- 恵那バイパス
- 恵中拡幅
- 中津川バイパス
- 上松バイパス
- 桟改良
- 薮原改良
- 桜沢改良
- 松本バイパス
- 長野19号防災（山清路地区）
- 長野南バイパス

### 重複区間

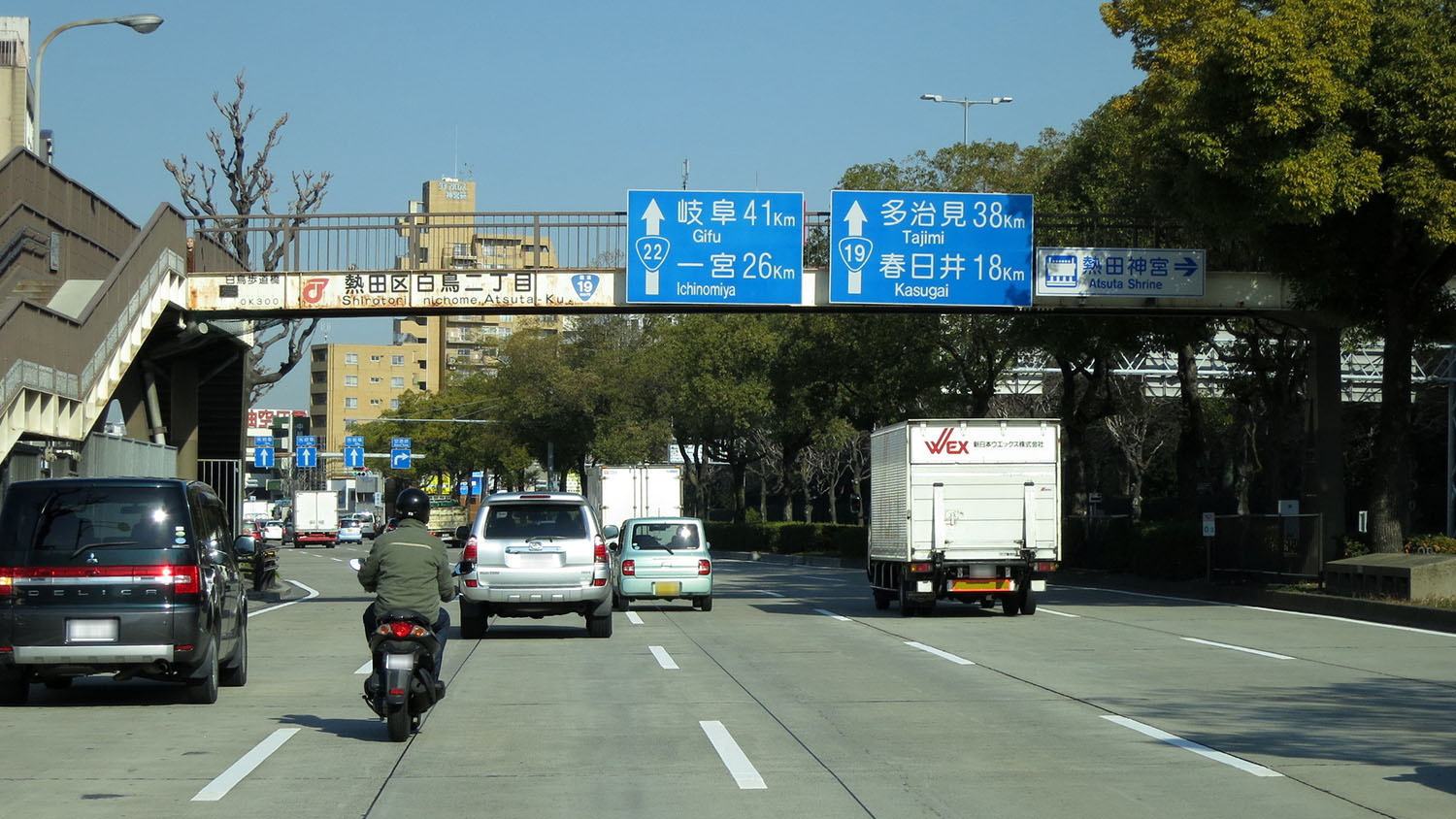
国道22号との重複区間
愛知県名古屋市熱田区白鳥

- 国道22号（愛知県名古屋市熱田区・熱田神宮南交差点 - 名古屋市中区・日銀前交差点）
- 国道21号（岐阜県土岐市・大富交差点 - 瑞浪市・山野内交差点）
- 国道257号（岐阜県恵那市・正家交差点 - 中津川市千旦林）
- 国道256号（岐阜県中津川市・弥栄橋交差点 - 長野県木曽郡南木曽町・吾妻橋交差点）
- 国道361号（長野県木曽郡木曽町福島・木曽大橋交差点 - 木曽郡木曽町日義小沢原・神谷入口交差点）
- 国道403号（長野県松本市・渚1丁目交差点 - 安曇野市・木戸交差点）

### 道路施設

#### 橋梁
- 天神橋（名古屋市北区 - 守山区、矢田川）
- 勝川橋（名古屋市守山区 - 春日井市、庄内川）
- 虎渓大橋（多治見市、土岐川）
- 土岐大橋（土岐市、土岐川）
- 小田大橋（瑞浪市、土岐川）
- 神箆大橋（瑞浪市、土岐川）
- 恵那大橋（恵那市、阿木川）
- 中津川大橋（中津川市、中津川）
- 賤母大橋（中津川市 - 南木曽町、木曽川）
- 南木曽大橋（南木曽町、木曽川）
- 伊奈川橋（大桑村、伊奈川）
- あげまつ大橋（上松町、桟改良、木曽川）
- かけはし大橋（上松町 - 木曽町、桟改良、木曽川）
- 尾沢橋（塩尻市）
- 落合橋（松本市、松本バイパス、田川）
- 木戸橋（安曇野市、犀川）
- 睦橋（安曇野市 - 生坂村、犀川）
- 池沢隧道（生坂村）
- 新山清路橋（生坂村、犀川）
- 児玉橋（大町市 - 長野市、犀川）
- 川口橋（長野市、犀川）
- 置原橋（長野市、犀川）
- 日名橋（長野市、犀川）
- 大原橋（長野市、犀川）
- 穂刈橋（長野市、犀川）
- 水篠橋（長野市、犀川）
- 大安寺橋（長野市、犀川）
- 明治橋（長野市、犀川）
- 両郡橋（長野市、犀川）
- 裾花橋（長野市、裾花川）
- 稲里高架橋（長野市、長野南バイパス）

#### トンネル
- 北山トンネル（春日井市）
- 内津トンネル（春日井市 - 多治見市）
- 新賤母トンネル（南木曽町）
- 野尻トンネル（大桑村）
- 上松第1トンネル（上松町、上松バイパス）
- 上松第2トンネル（上松町、上松バイパス）
- 上松第3トンネル（上松町、上松バイパス）
- かけはしトンネル（上松町、桟改良）
- 福島トンネル（木曽町）
- 鳥居トンネル（木曽町 - 塩尻市、鳥居バイパス）
- 生坂トンネル（生坂村、生坂バイパス）
- 新久米路トンネル（長野市）
- 笹平トンネル（長野市）
- 犬戻トンネル（長野市）
- 小松原トンネル（長野市、長野南バイパス）

#### 道の駅
- 岐阜県
  - 賤母（中津川市）
- 長野県
  - 大桑（木曽郡大桑村）
  - 木曽福島（木曽郡木曽町)
  - 日義木曽駒高原（木曽郡木曽町）
  - 木曽川源流の里 きそむら（木曽郡木祖村）
  - 奈良井木曽の大橋（塩尻市）
  - 木曽ならかわ（塩尻市）
  - 長野市大岡特産センター（長野市）
  - 信州新町（長野市）

### 事前通行規制区間
| 区間                                                                                                 | 規制内容                       |
| --- | ------------------------------ |
| 岐阜県中津川市山口 - 長野県木曽郡南木曽町読書間                                                      | 連続雨量150 mm以上の場合通行止 |
| 長野県木曽郡木祖村藪原地内                                                                           | 連続雨量170 mm以上の場合通行止 |
| 野平（長野県東筑摩郡生坂村池沢 - 長野市大岡甲）・長野市信州新町日原・水内・秋古（篠ノ井秋古 - 小市） | 連続雨量130 mm以上の場合通行止 |

交通規制を参照

## 地理

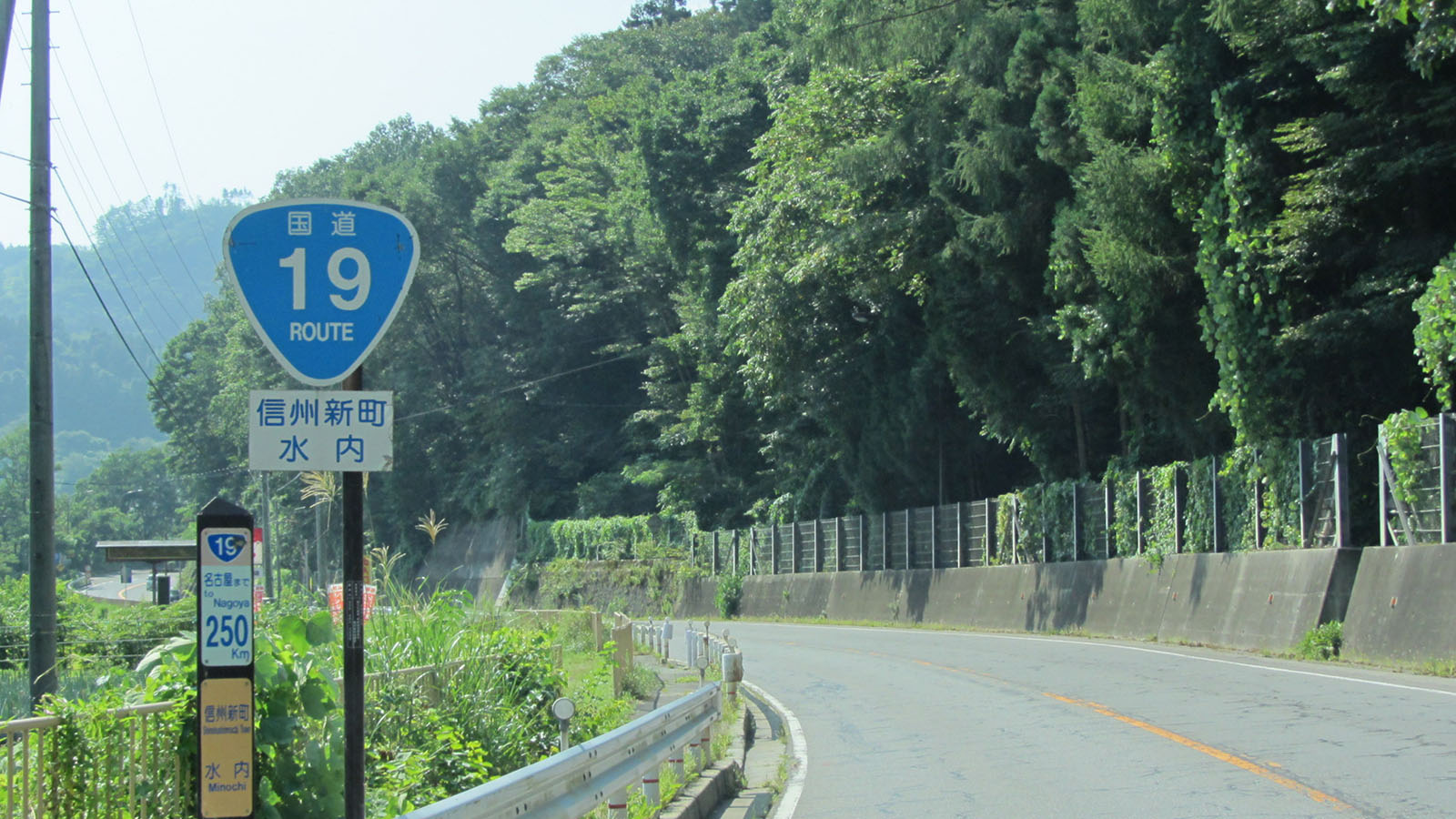
長野県長野市信州新町水内
(2013年8月)

### 通過する自治体
- 愛知県
  - 名古屋市（熱田区 - 中区 - 東区 - 北区 - 守山区） - 春日井市
- 岐阜県
  - 多治見市 - 土岐市 - 瑞浪市 - 恵那市 - 中津川市
- 長野県
  - 木曽郡南木曽町 - 木曽郡大桑村 - 木曽郡上松町 - 木曽郡木曽町 - 木曽郡木祖村 - 塩尻市 - 松本市 - 安曇野市 - 東筑摩郡生坂村 - 大町市 - 長野市

### 交差する道路
一般国道・高速道路
中部地方整備局管内
- 愛知県
  - 国道1号・国道247号（名古屋市熱田区・熱田神宮南交差点起点）
  - 国道22号（伏見通）（名古屋市熱田区起点・熱田神宮南交差点 -（重複）- 名古屋市中区・日銀前交差点）
  - 国道41号（空港線）（名古屋市東区・高岳交差点）
  - 国道153号（葵町線）（名古屋市東区・小川交差点）
  - 国道302号（名古屋環状2号線）・名古屋第二環状自動車道勝川IC（春日井市・勝川町4丁目交差点）
  - 東名高速道路春日井IC（春日井市）
  - 国道155号（春日井市・春日井インター東交差点）
- 岐阜県
  - 国道248号（多治見市・音羽町交差点）
  - 国道21号（土岐市・大富交差点 -（重複）- 瑞浪市・山野内交差点）
  - 国道418号（恵那市・向流交差点）
  - 国道257号（恵那市・正家交差点 -（重複）- 中津川市千旦林）
  - 中央自動車道中津川IC（中津川市）
  - 国道363号（中津川市・中村交差点）
  - 国道256号（中津川市・弥栄橋交差点 -（重複）- 木曽郡南木曽町・吾妻橋交差点）
- 長野県
  - 国道361号（木曽郡木曽町・木曽大橋交差点 -（重複）- 神谷入口交差点）

関東地方整備局管内
- 長野県
  - 国道20号・国道153号（塩尻市・高出交差点）
  - 国道143号・国道158号（松本市・渚1丁目交差点）
  - 国道403号（松本市・渚1丁目交差点 -（重複）- 安曇野市・木戸交差点）
  - 国道147号高家バイパス・国道254号（松本市・平瀬口交差点）
  - 国道117号（長野市・中御所交差点）
  - 国道18号（※国道18号重複=国道117号（豊野方面へ重複））（長野市・西尾張部交差点終点）
  - 国道18号（長野市・大塚南交差点 新道終点）

県道、政令市道
- 愛知県
  - 愛知県道224号熱田停車場線（名古屋市熱田区・旗屋町交差点）
  - 愛知県道29号弥富名古屋線（八熊通）（名古屋市熱田区・新尾頭交差点）
  - 愛知県道115号津島七宝名古屋線（佐屋街道）（名古屋市熱田区・金山新橋南交差点）
  - 名古屋市道山王線（山王通）（名古屋市中区・古渡町交差点）
  - 愛知県道60号名古屋長久手線（広小路通）（名古屋市中区・広小路伏見交差点）
  - 名古屋市道錦通（名古屋市中区・錦通伏見交差点）
  - 愛知県道68号名古屋津島線（桜通）（名古屋市中区・日銀前交差点）
  - 名古屋市道堀田高岳線（空港線）（名古屋市東区・高岳交差点）
  - 名古屋市道都通布池線（桜通）（名古屋市東区・小川交差点）
  - 愛知県道215号田籾名古屋線（出来町通）（名古屋市東区・赤塚交差点）
  - 愛知県道15号名古屋多治見線（名古屋市北区・大曽根4丁目交差点）
  - 名古屋市道名古屋環状線（名古屋市北区・平安2丁目交差点）
  - 愛知県道202号守山西線（名古屋市守山区・瀬古交差点）
  - 愛知県道59号名古屋中環状線（名古屋市守山区・幸心交差点 - 春日井市・勝川町西2丁目交差点）
  - 愛知県道162号松河戸西枇杷島線（春日井市・勝川橋北交差点 - 勝川町西2丁目交差点）
  - 愛知県道62号春日井稲沢線（春日井市・大和通2丁目交差点）
  - 愛知県道201号南外山勝川停車場線（春日井市・若草通1丁目交差点）
  - 愛知県道25号春日井一宮線・愛知県道75号春日井長久手線（春日井市・瑞穂通5丁目交差点）
  - 愛知県道451号名古屋外環状線（春日井市・春日井インター西交差点）
  - 愛知県道199号高蔵寺小牧線（春日井市・坂下町6丁目南交差点）
  - 愛知県道196号神屋味美線（春日井市・神屋公園前交差点）
  - 愛知県道49号春日井犬山線（春日井市・明和町北交差点）
  - 愛知県道508号内津勝川線（下街道）（春日井市内津町）
  - 愛知県道123号市之倉内津線（春日井市内津町）
- 岐阜県
  - 岐阜県道421号武並土岐多治見線（多治見市池田町）
  - 岐阜県道16号多治見犬山線（多治見市太平町）
  - 岐阜県道381号多治見八百津線（多治見市・住吉町交差点）
  - 岐阜県道15号名古屋多治見線（多治見市・弁天町交差点）
  - 岐阜県道421号武並土岐多治見線（多治見市・東町交差点 - 土岐市・神明交差点）
  - 岐阜県道382号土岐南多治見インター線（土岐市・神明交差点）
  - 岐阜県道19号土岐足助線（土岐市・泉池ノ上町交差点）
  - 岐阜県道84号土岐可児線（土岐市・岩畑交差点）
  - 岐阜県道47号瑞浪インター線（瑞浪市・薬師交差点）
  - 岐阜県道20号瑞浪大野瀬線（瑞浪市・市原交差点）
  - 岐阜県道65号恵那御嵩線（瑞浪市・釜戸町交差点 - 中大島交差点）
  - 岐阜県道414号武並停車場線（恵那市武並町竹折）
  - 岐阜県道66号多治見恵那線（恵那市長島町永田）
  - 岐阜県道415号恵那停車場線（恵那市・正家交差点）
  - 岐阜県道68号恵那白川線（恵那市大井町）
  - 岐阜県道420号美乃坂本停車場線（中津川市・深沢交差点）
  - 岐阜県道71号中津川停車場線（中津川市中一色町）
  - 岐阜県道6号中津川田立線（中津川市中津川）
  - 岐阜県道7号中津川南木曽線（中津川市・沖田交差点）
- 長野県
  - 長野県道6号中津川田立線（木曽郡南木曽町・田立入口交差点）
  - 長野県道264号南木曽停車場線（木曽郡南木曽町読書）
  - 長野県道261号野尻停車場線（木曽郡大桑村・野尻交差点）
  - 長野県道265号須原大桑停車場線（木曽郡大桑村長野、木曽郡大桑村須原）
  - 長野県道266号荻原小川線（木曽郡上松町・小野ノ滝交差点）
  - 長野県道260号上松停車場線（木曽郡上松町小川、寝覚の床北側）
  - 長野県道20号開田三岳福島線（木曽郡木曽町福島・元橋交差点）
  - 長野県道461号鳥居本町線（木曽郡木曽町福島）
  - 長野県道269号木曽福島停車場駒ヶ岳線（木曽郡木曽町福島・伊谷交差点）
  - 長野県道267号オコシ宮ノ越停車場線（木曽郡木曽町日義）
  - 長野県道259号宮ノ越停車場線（木曽郡木曽町日義）
  - 長野県道26号奈川木祖線（木曽郡木祖村・薮原交差点）
  - 長野県道493号姥神奈良井線（塩尻市楢川）
  - 長野県道258号奈良井停車場線（塩尻市楢川）
  - 長野県道257号木曽平沢停車場線（塩尻市楢川・平沢北交差点）
  - 長野県道254号楢川岡谷線（塩尻市宗賀）
  - 長野県道304号本山床尾線（塩尻市・牧野交差点、平出歴史公園交差点）
  - 長野県道305号床尾大門線（塩尻市・中仙道一里塚交差点）
  - 長野県道292号御馬越塩尻停車場線（塩尻市・桔梗ヶ原交差点）
  - 長野県道25号塩尻鍋割穂高線（塩尻市・金塚交差点）
  - 長野県道290号南原広丘停車場線（塩尻市・野村交差点）
  - 長野県道294号原洗馬停車場線（塩尻市広丘吉田）
  - 長野県道27号松本空港塩尻北インター線（塩尻市・吉田北交差点）
  - 長野県道287号町村白川村井停車場線（松本市・村井交差点）
  - 長野県道48号松本環状高家線（松本市・旧道は村井交差点、新道は村井下町北交差点）
  - 長野県道295号平田新橋線（松本市・平田交差点）
  - 長野県道296号松本空港線（松本市・南松本交差点）
  - 長野県道297号兎川寺鎌田線（松本市・鎌田交差点）
  - 長野県道320号倭北松本停車場線（松本市・白板交差点）
  - 長野県道295号平田新橋線（松本市・新橋交差点）
  - 長野県道310号柏矢町田沢停車場線・長野県道316号梓橋田沢停車場線（安曇野市・田沢交差点）
  - 長野県道57号安曇野インター堀金線（安曇野市・田沢交差点 - 田沢北交差点）
  - 長野県道495号豊科大天井岳線（安曇野市・光橋東交差点）
  - 長野県道51号大町明科線（安曇野市・塔ノ原交差点）
  - 長野県道302号矢室明科線（安曇野市・東栄町交差点）
  - 長野県道276号下生野明科線（安曇野市・木戸交差点）
  - 長野県道85号穂高明科線（安曇野市明科町七貴）
  - 長野県道276号下生野明科線（東筑摩郡生坂村）
  - 長野県道275号上生坂信濃松川停車場線（東筑摩郡生坂村・生坂トンネル南交差点）
  - 長野県道55号大町麻績インター千曲線（東筑摩郡生坂村生坂 - 東広津）
  - 長野県道469号舟場矢下線（大町市八坂）
  - 長野県道394号川口大町線・長野県道395号川口田野口篠ノ井線（長野市大岡・川口交差点）
  - 長野県道391号岩本里穂刈線（長野市信州新町里穂刈）
  - 長野県道12号丸子信州新線（長野市信州新町・新町交差点）
  - 長野県道36号信濃信州新線（長野市信州新町・奈津女橋交差点）
  - 長野県道70号長野信州新線（長野市信州新町水内）
  - 長野県道384号安庭篠ノ井線（長野市信更・信更町安庭交差点）
  - 白馬長野有料道路（長野県道31号長野大町線新道、長野市・有料道路入口交差点）
  - 長野県道31号長野大町線旧道（長野市七二会・笹平トンネル東交差点）
  - 長野県道86号戸隠篠ノ井線（長野市七二会・笹平トンネル東交差点 - 長野市篠ノ井・村山交差点）
  - 長野県道381号小松原川中島停車場線（長野市篠ノ井・両郡橋交差点）
  - 長野県道406号入山小市線（長野市・小市西交差点）
  - 長野県道405号川中島停車場線（長野市・小市交差点）
  - 長野県道32号長野停車場線（長野市・中御所北交差点）
  - 長野県道34号長野菅平線（長野市・岡田町交差点）
  - 長野県道399号長野豊野線（長野市・県庁前交差点）

### 主な峠
- 愛知県
  - 内津峠（標高230 m）：春日井市 - 岐阜県多治見市
- 長野県
  - 鳥居峠（標高1,000 m）：木曽郡木祖村 - 塩尻市

## ギャラリー

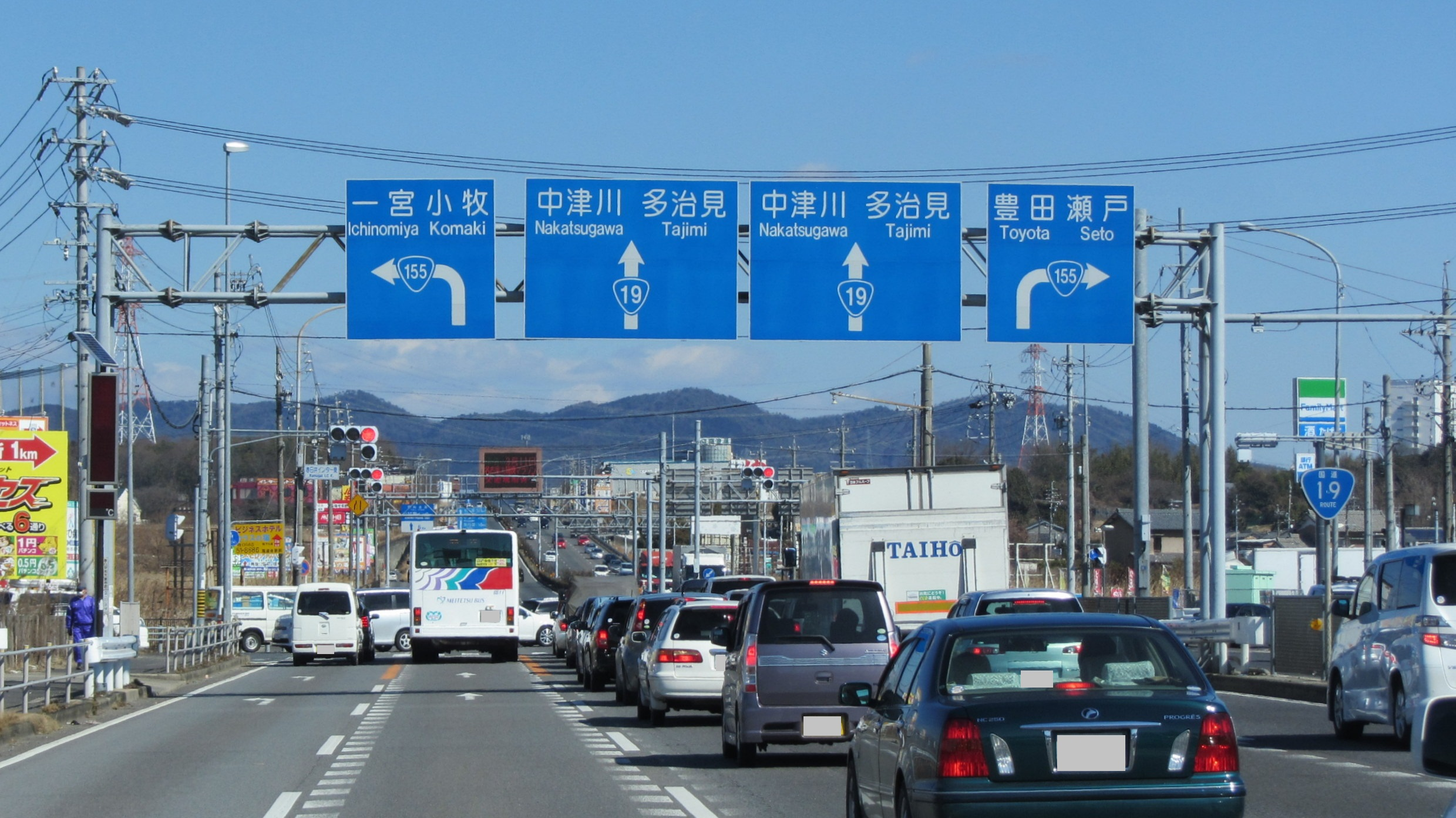
国道155号との交差 愛知県春日井市大泉寺町
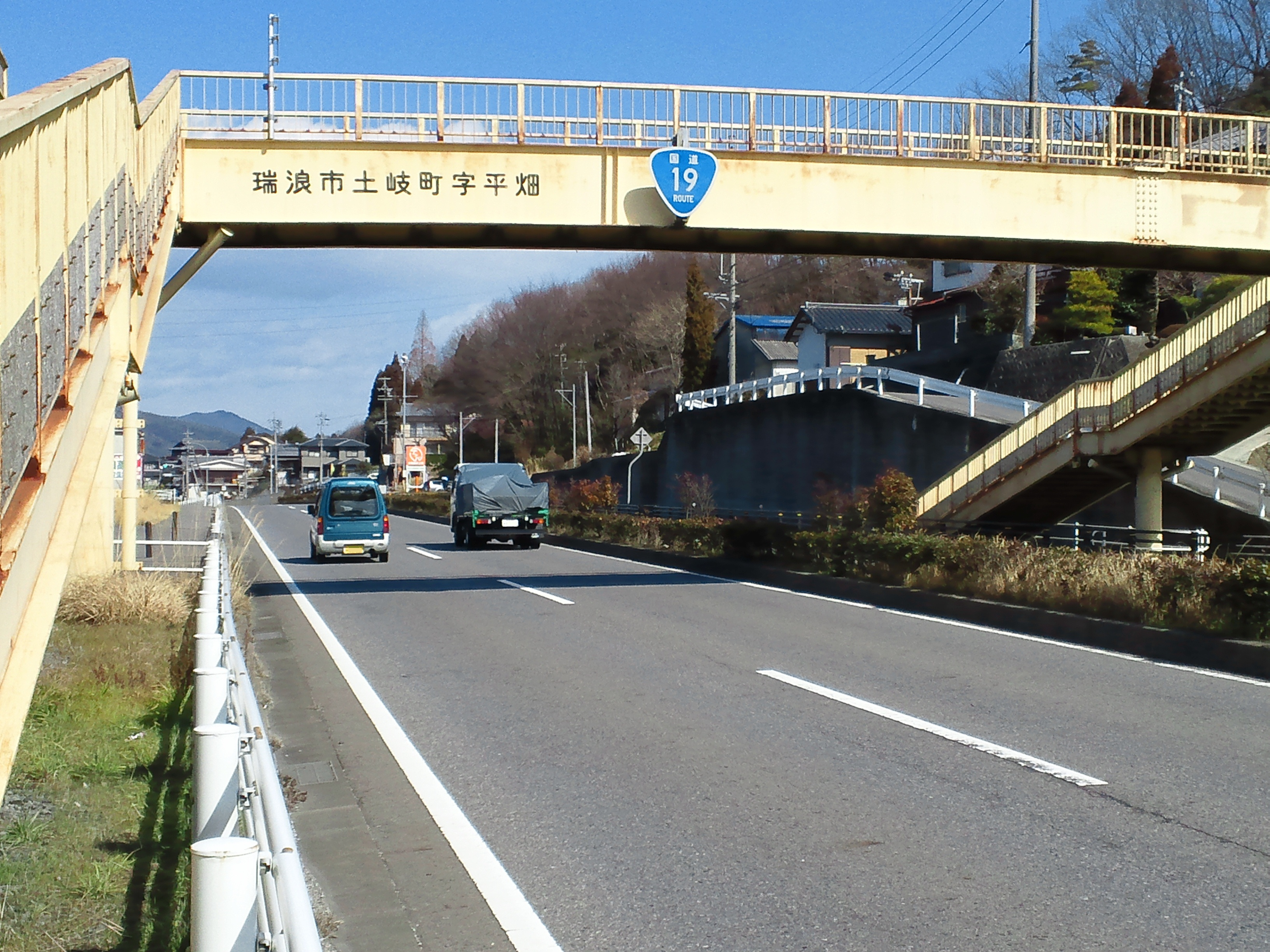
岐阜県瑞浪市土岐町平畑
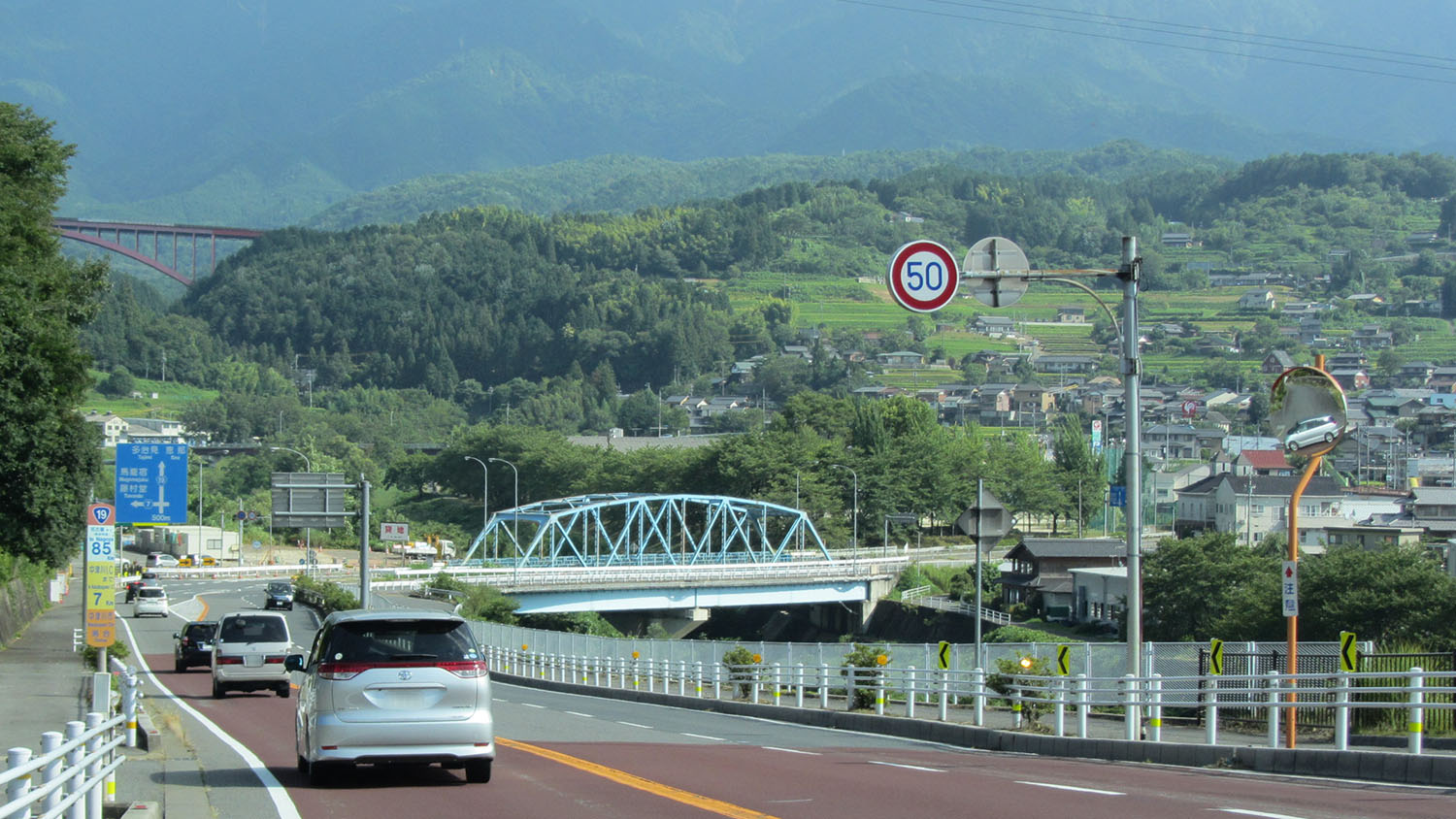
岐阜県中津川市落合
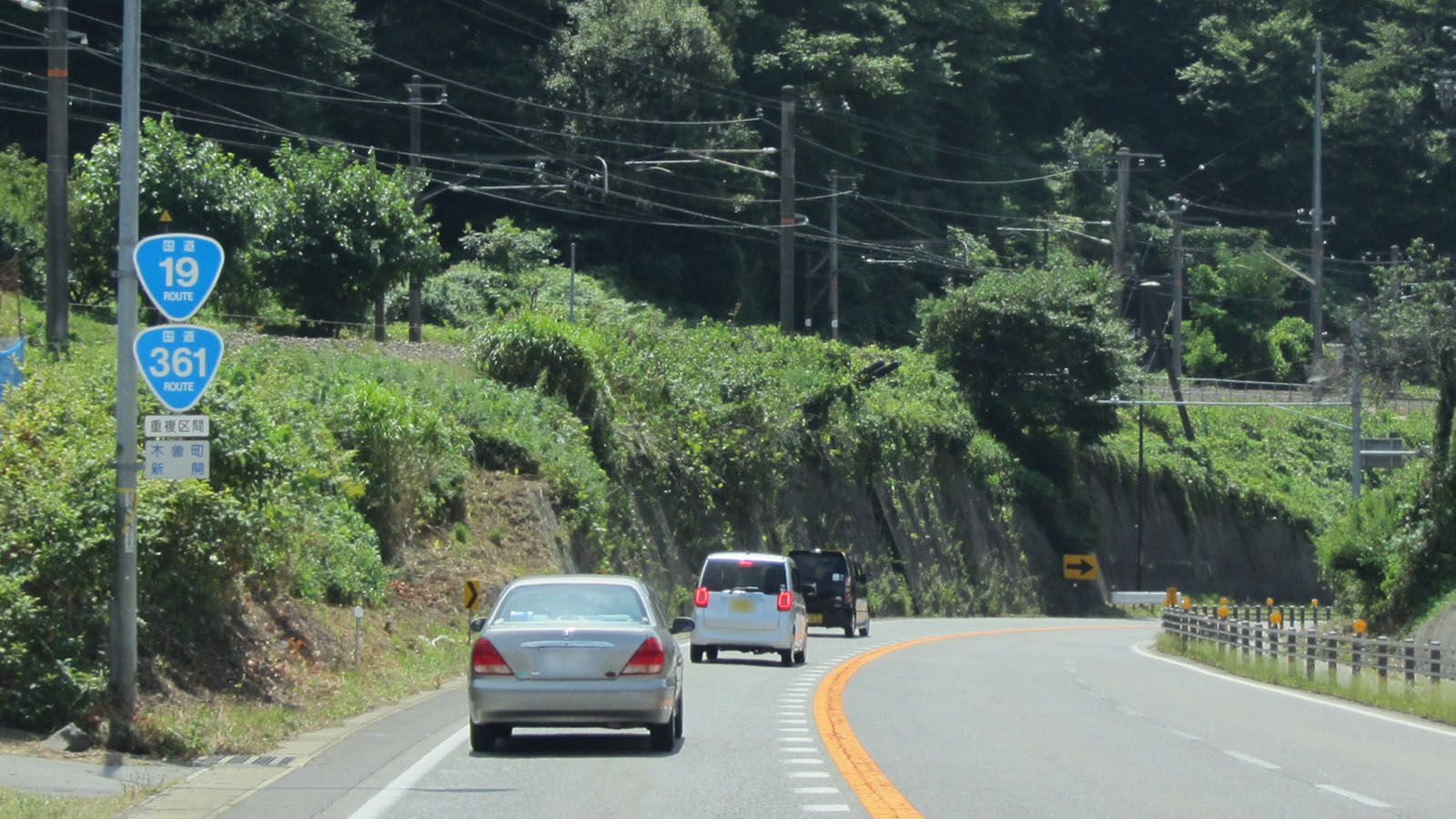
国道361号との重複 長野県木曽郡木曽町新開
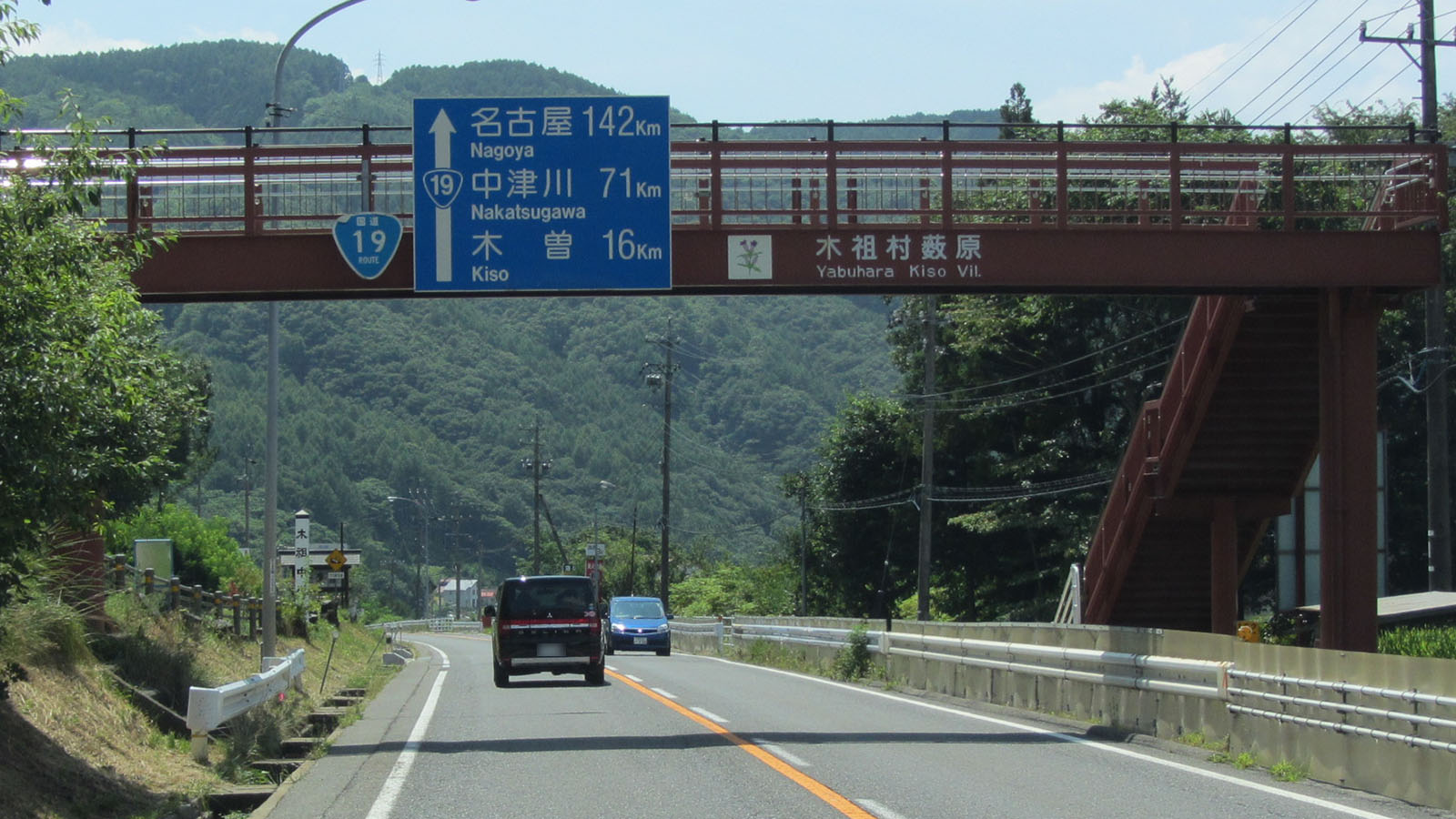
長野県木曽郡木祖村薮原
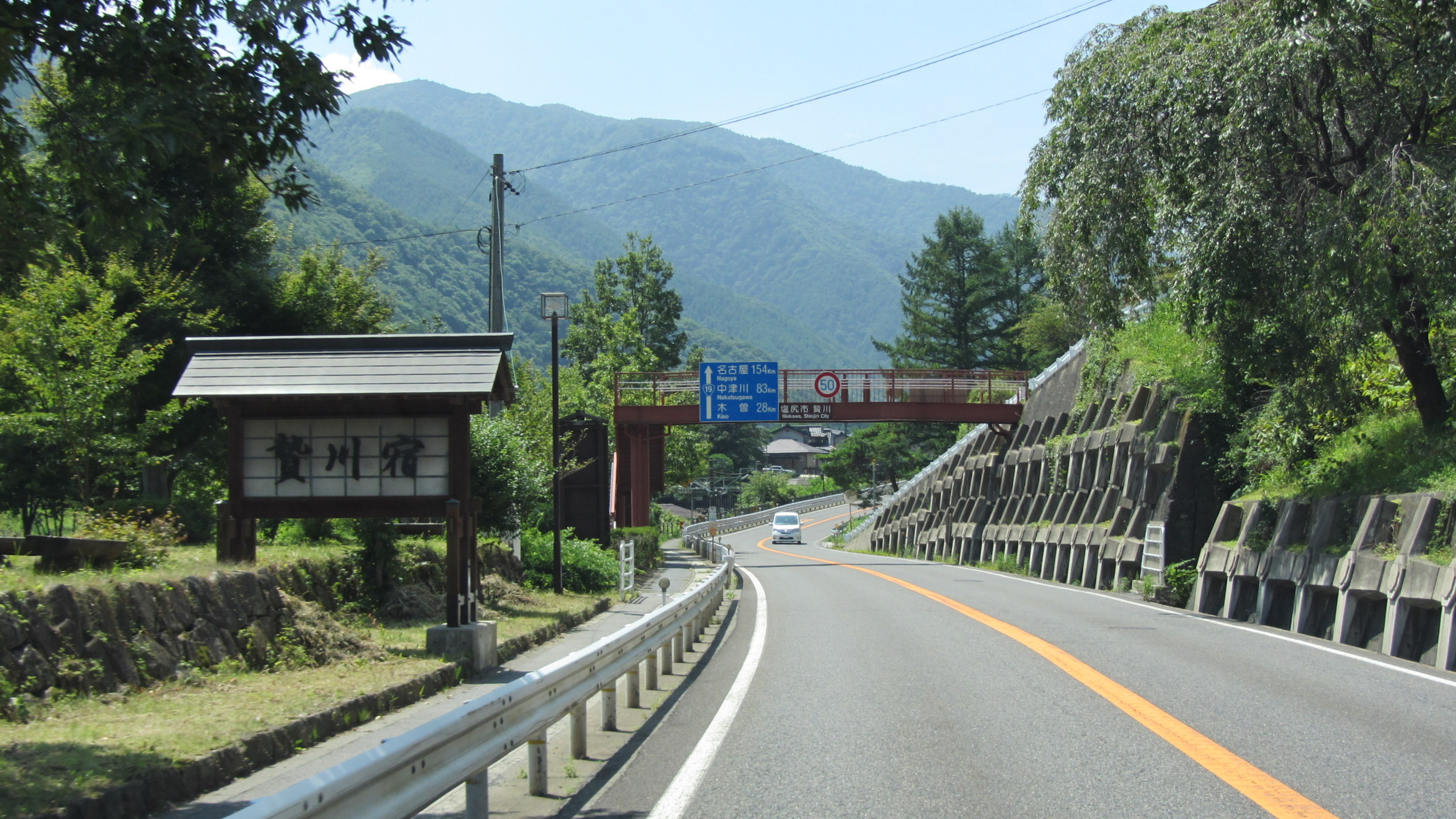
贄川宿付近 長野県塩尻市贄川
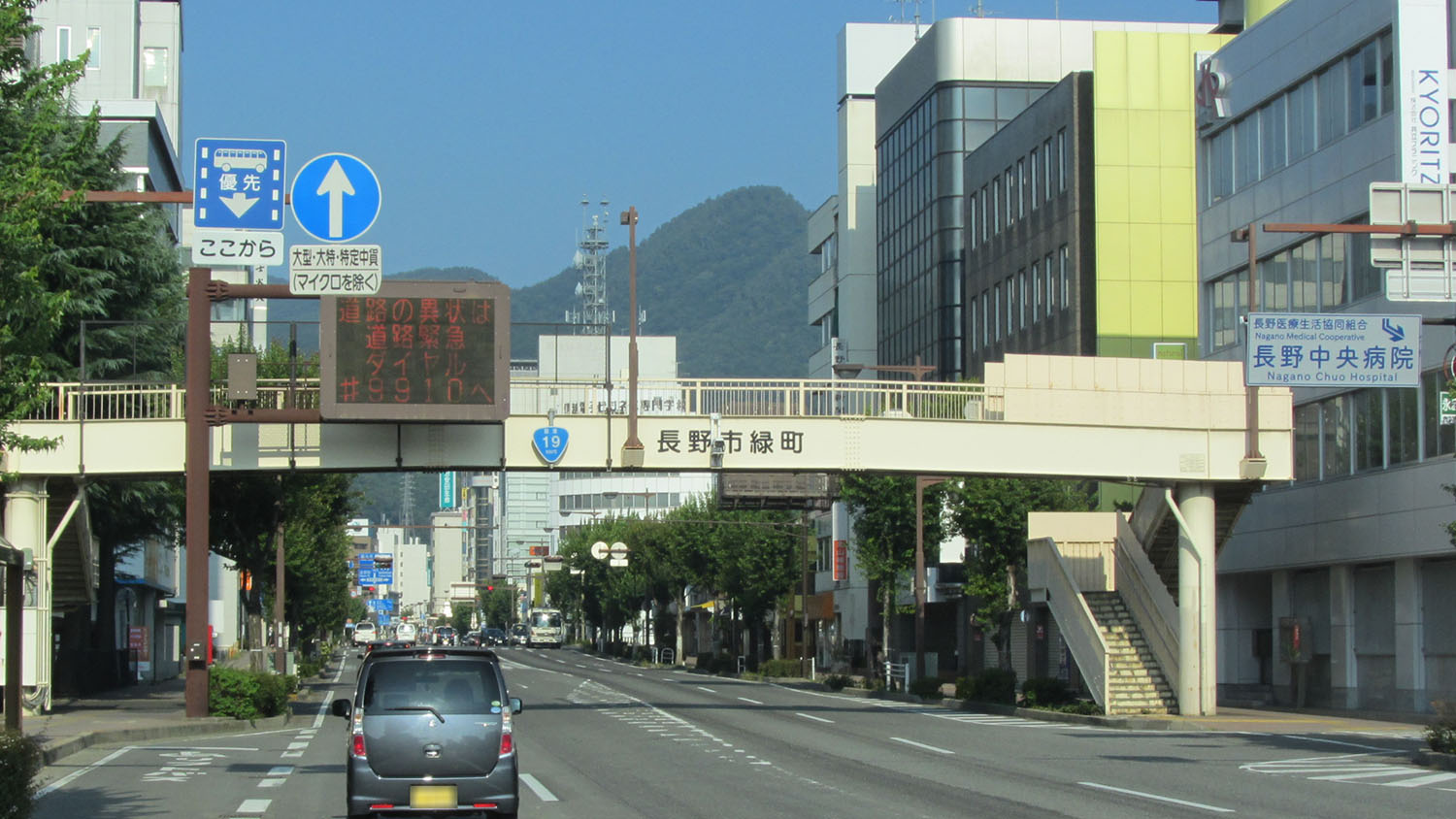
長野市役所付近 長野県長野市緑町